# Vihtarinjärvi
Vihtarinjärvi är en sjö i kommunen Nyslott i landskapet Södra Savolax i Finland. Sjön ligger 110,9 meter över havet. Arean är 85 hektar och strandlinjen är 11,49 kilometer lång. Sjön  ingår i Vuoksens huvudavrinningsområde.   Den ligger omkring 91 kilometer öster om S:t Michel och omkring 270 kilometer nordöst om Helsingfors. 
I sjön finns öarna Tihiäsaari, Käpysaari och Penisaari. 